# Mikael Drake
Mikael Drake (tidigare Hellström), född i september 1967 i Härnösand, är en svensk regissör. Han studerade filmregi och manusskrivande vid UCLA (1997-2000). Drake regisserade den första säsongen av den populära och kritikerrosade dramaserien "Fröken Frimans krig" för Sveriges Television. Senast var han regissör och medförfattare till fantasyserien "Jakten på den glömda historien".

## Regi i urval
- 2019 - Jakten på den glömda historien (tv-serie)
- 2019 - Hälsning till framtiden (radiodrama)
- 2013 – Fröken Frimans krig (TV-serie)
- 2012 - Vid skogens rand- Borderland (novellfilm)
- 2011 - Dafo (tv-serie)
- 2007 - 2010 - Hotell Kantarell (tv-serie)
- 2005 - Om du var jag (tv-serie)
- 2003 - Bäst i laget (novellfilm)
- 2002 - Freddies och Leos äventyr (tv-serie)